# Festival de Cine de Turquía y Alemania
El Festival de Cine de Turquía y Alemania (en alemán Filmfestival Türkei/Deutschland), que ahora dura once días, es un festival de cine turco y alemán que se celebra en  Núremberg desde 1992. En sus inicios se le conocía como Festival de Cine de Turquía (Türkei Filmtage), en 1998 pasó a denominarse  Festival de Cine Internacional (InterFilmFestival) y en 2003 se le comenzó a llamarse como se le conoce actualmente. El festival es uno de los eventos interculturales más importantes de Alemania y también es conocido a nivel internacional.  

## Finalidad
El objetivo del festival es establecer una plataforma común para el intercambio de ideas entre grupos culturales de diferente origen mediante las herramientas estéticas e informativas que ofrece el cine y pretende ofrecer nuevos estímulos a los agentes culturales de ambas culturas, así como desarrollar el intercambio cultural y fomentar el trabajo en equipo de los cineastas de ambos países.

## Organización
El festival está organizado por la asociación "InterForum Art & Culture - Nuremberg international" en cooperación con el KunstKulturQuartier, centro cultural de la ciudad de Núremberg. El principal patrocinador hasta 2013 fue la fundación Robert Bosch Stiftung. Además de la ciudad de Núremberg, que ha apoyado el Festival de Cine de Turquía y Alemania desde su creación, también han colaborado la Cancillería Estatal de Baviera desde 2003, el Fondo Federal de Cine desde 2005 y el Ministerio de Cultura y Turismo de la República de Turquía desde 2006. El festival también recibe el apoyo de empresas como Siemens y Keynot SIGOS.

## Programa

### Premios por categoría
En 1994, se otorgó un premio por primera vez en la categoría de «cortometraje». Más tarde se añadieron las categorías de documental y largometraje. En esta última categoría, las películas de ambos países compiten por los premios a «mejor largometraje», «mejor actriz», «mejor actor», así como «película más votada por el público».
Además de los premios entregados en cada categoría, se hace entrega de un premio especial, el premio "Öngören por los derechos humanos y la democracia", (Öngören-Filmpreis für Menschenrechte und Demokratie) a una película del programa. 
Los miembros del jurado proceden de diferentes países y algunos de ellos son conocidos a nivel internacional.
Se suele otorgar un premio honorífico, que galardona a artistas como Mario Adorf, que han destacado en su carrera profesional, especialmente por el diálogo intercultural a nivel internacional. El trabajo de los artistas premiados se incluye en el programa mediante la proyección de películas de los mismos.
Artistas premiados:
- 2005 Tunçel Kurtiz
- 2007 Mario Adorf
- 2008 Zülfü Livaneli
- 2009 Armin Mueller-Stahl
- 2010 Klaus Eder
- 2011 Fatih Akın
- 2012 Tarık Akan
- 2013 Türkan Şoray y Hannelore Elsner
- 2014 Edgar Reitz y Fatma Girik

En 2008, Jocelyn B. Smith dio también un concierto en el que interpretó canciones Zülfü Livaneli, ganador del premio honorífico de ese año.

### Actividades paralelas
Las actividades paralelas, reunidas bajo el nombre de Filmlandschaften, incluye la proyección de películas representativas de las actuales producciones cinematográficas alemanas y turcas, pero también retrospectivas de los invitados de honor, así como mesas redondas. Destacados cineastas moderan la ceremonia de inauguración, como Nora Tschiner en 2007, que también fue galardonada por su papel en Kebab Connection (2005). Además, el festival organiza regularmente exposiciones, conciertos y representaciones teatrales junto con otros colaboradores.

## Premios
El festival ha recibido dos premios por la labor que realiza: 
- 1995: Kulturpreis der Stadt Nürnberg (El premio Kulturpreis de la ciudad de Núremberg)
- 2006: Medienpreis des internationalen Filmfestivals Ankara (Premio Media del Festival Internacional de Cine de Ankara).